# Behaim-Globus

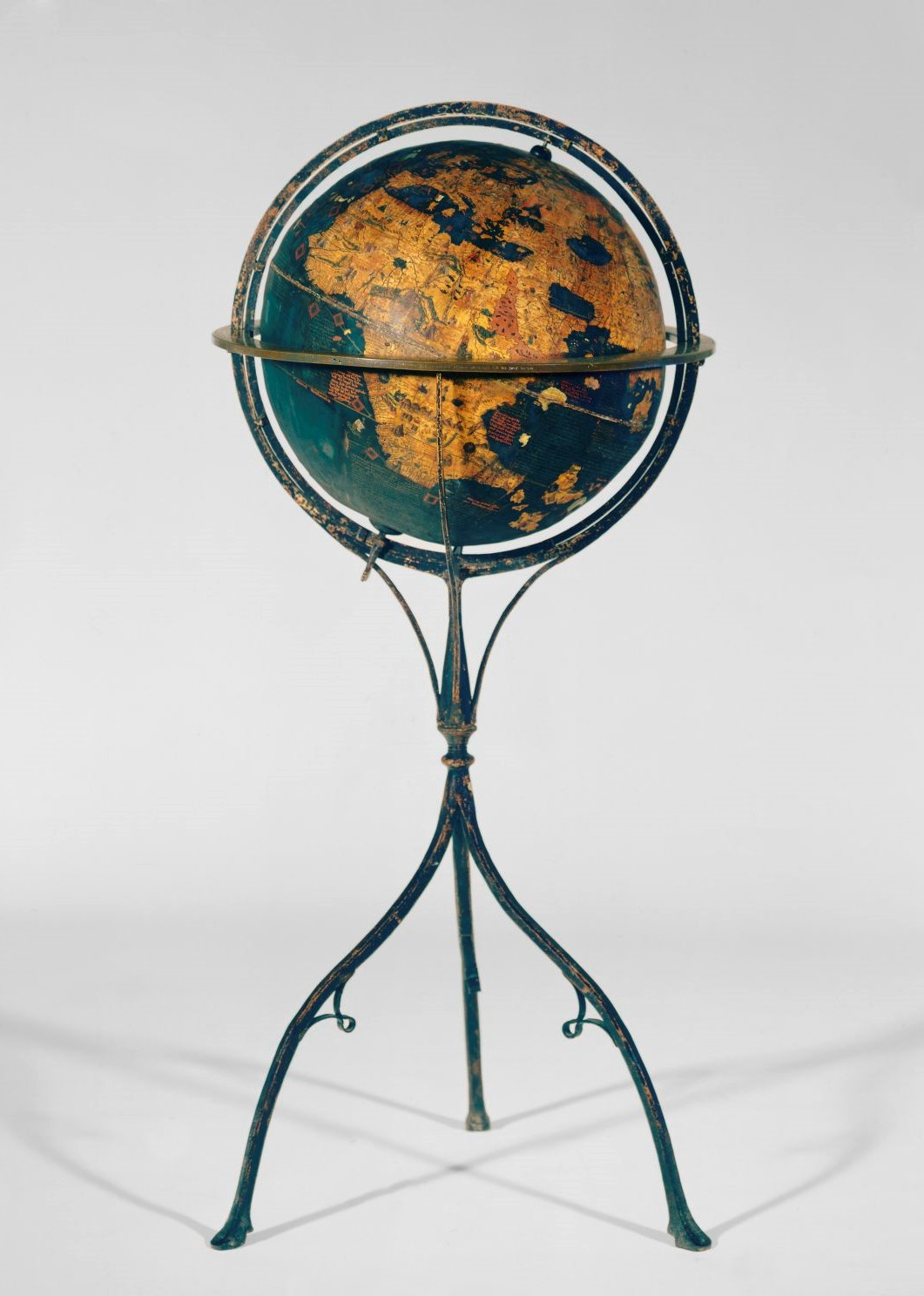
Behaim-Globus (Vollansicht mit Gestell, Höhe 133 cm), Germanisches Nationalmuseum

Der Behaim-Globus, auch Martin Behaims Erdapfel genannt, ist der älteste erhaltene Erdglobus der Welt. Er hat einen Durchmesser von 51 cm und wurde ca. 1492–1493 im Auftrag des Nürnberger Rates von verschiedenen Handwerkern unter der Anleitung Martin Behaims gefertigt. Der Globus wird heute in Nürnberg im Germanischen Nationalmuseum ausgestellt. Er ist eines der letzten kartographischen Werke, die die damals in Europa bekannte Welt vor der sogenannten Entdeckung Amerikas durch Christoph Kolumbus im Jahr 1492 darstellen.

## Entstehung

### Auftrag des Nürnberger Rates

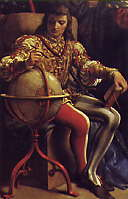
Martin Behaim mit dem Erdapfel

Behaim erhielt 1492 auf eigene Initiative hin vom Nürnberger Rat den Auftrag, einen Globus anzufertigen, der die damalige, bekannte Welt abbilden sollte. Dies geht sowohl aus einer Abrechnung des Rates als auch aus einer Widmungsinschrift am Südpol des Globus’ hervor.
Die Beweggründe Behaims, die zur Fertigung des Globus’ führten, können nur erahnt werden. Es wird davon ausgegangen, dass der Seefahrer und Handelskaufmann versuchte, den Nürnberger Kaufleuten die Idee einer Schiffsexpedition zur Suche eines Seewegs nach Indien über einen Westweg näher zu bringen oder sie allgemein für den Seehandel zu begeistern. Der Globus sollte diese Ideen durch seine dreidimensionale Form „greifbar“ machen. Darüber hinaus waren auf dem Globus die Herkunftsorte verschiedenster Rohstoff- und Gewürzvorkommen verzeichnet.

### Handwerker
In der Abrechnung des Ratsherrn Georg Holzschuher vom 26. August 1494 werden folgende Personen als Handwerker des Behaim-Globus genannt:
- Ein Mitglied der Familie Glockengiesser, vermutlich Hans Glockengiesser III.
- Hans Storch, eingetragen unter dem Namen Starch
- Ruprecht Kolberger
- Georg Glockendon
- Petrus Gagenhart

Hans Glockengiesser lieferte als gelernter Metall- und Glockengießer eine gebrannte Lehmkugel, die als Formstück für den Globus diente. Ruprecht Kolberger, von Beruf Rechenmeister, fertigte den Körper des Globus’ an, den der Buchmaler und Illuminist Georg Glockendon bemalte und der vermutlich vom Schreiber Petrus Gagenhart beschriftet wurde. Der Maler Hans Storch wird laut der Abrechnung für das Bemalen zweier Holztafeln entlohnt. Ob und in welchem Zusammenhang diese Tafeln mit dem Globus stehen, ist unbekannt, da die Tafeln nicht erhalten sind. Darüber hinaus lieferte ein unbekannter Schlosser zwei eiserne Reifen, die der Befestigung des Globus’ dienten, während ein unbekannter Schreiner einen hölzernen Standfuß für den Globus anfertigte.

### Herstellung
Der Globus wurde im Laufe seiner Geschichte mehrmals untersucht und seine Herstellungstechnik auf unterschiedlichste Arten wiedergegeben. Erst eine technische Untersuchung und Radiographie des Globus’ im Jahr 1977 lieferte gesicherte Erkenntnisse.
Über die von Hans Glockengiesser gelieferte Lehmkugel zog Ruprecht Kohlberger vier Lagen aus Leinen, die er allesamt verleimte. Nachdem der Leim getrocknet war und sich der Stoff um die Lehmkugel gespannt hatte, wurde die feste Leinenhülle entlang des späteren Äquators aufgeschnitten. Man entnahm die Lehmkugel, nähte je eine Schicht Leinwand inwendig an beiden sphärischen Hälften der Kugelschale und fügte zwei Holzreifen an den beiden Hemisphären in Höhe des Äquatorschnitts ein, um wieder die Kugelform zu erhalten. Nach dem Zusammensetzen der Globushälften überzog Kohlberger die Kugel mit insgesamt acht Pergamentstücken (zwei Polkalotten und sechs Segmente), die miteinander vernäht wurden. Auf diese Pergamentschicht folgte eine Schicht aus Papier, die wiederum mit Leim überzogen wurde. Auf diese Schicht malte Georg Glockendon dann nach den Karten und Vorgaben Behaims die damals bekannten Regionen der Welt. Im Jahre 1510 wurde der hölzerne Standfuß durch ein gusseisernes Gestell ersetzt, das noch heute erhalten ist.

## Kartographischer Wert

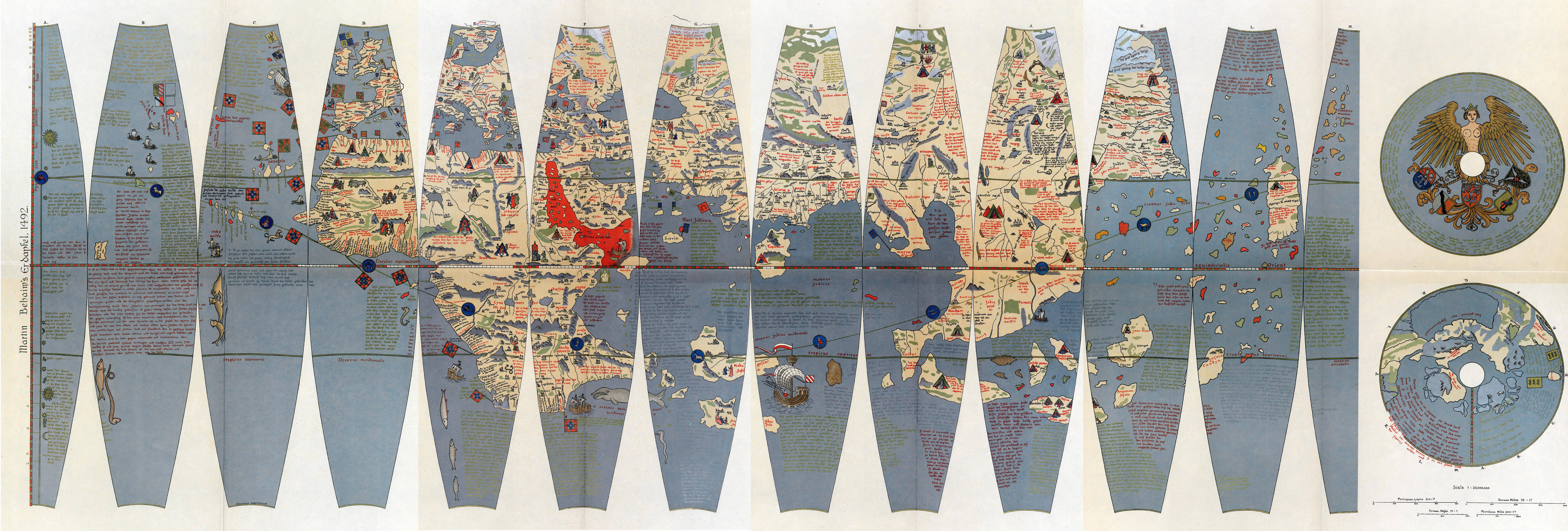
Faksimile des Globus’ (Ernst Ravenstein, 1908)